# بريتورن (سيمبلون)
بريتورن (بالإنجليزية: Breithorn (Simplon))‏ هو أحد جبال سلسلة جبال الألب ليبونتيني وجزء من القمة الأم مونت ليوني يقع في كانتون فاليز، سويسرا. يبلغ ارتفاع الجبل حوالي 3438 متر، بينما يبلغ ارتفاع نتوء الجبل 91 متر.